# Алексеевское сельское поселение (Волгоградская область)
Алексе́евское се́льское поселе́ние — муниципальное образование (сельское поселение) в составе Алексеевского района Волгоградской области.
Административный центр — станица Алексеевская.

## География
Поселение расположено в центре Алексеевского района.
Граничит с:
- на северо-востоке — с Краснооктябрьским сельским поселением
- на востоке — с Ларинским сельским поселением
- на юго-востоке — с Усть-Бузулукским сельским поселением
- на юго-западе — со Стеженским сельским поселением
- на северо-западе — с Яминским сельским поселением

По территории поселения протекает река Бузулук (приток Хопра). Вдоль реки расположена водоохранная зона, государственные памятники природы, зелёные зоны.

## Население
| 2010  | 2012  | 2013  | 2014  | 2015  | 2016  | 2017  |
| ----- | ----- | ----- | ----- | ----- | ----- | ----- |
| 4204  | ↘4103 | ↘4078 | ↘3996 | ↘3915 | ↘3871 | ↘3836 |
| 2018  | 2019  | 2020  | 2021  |       |       |       |
| ↘3797 | ↘3776 | ↘3710 | ↘3677 |       |       |       |

## Административное деление
Код ОКАТО — 18 202 805 000
Код ОКТМО — 18 602 405
На территории поселения находятся 1 населённый пункт — станица Алексеевская.
| Название     | ОКАТО          | Тип населённого пункта          | Население, чел. |
| ------------ | -------------- | ------------------------------- | --------------- |
| Алексеевская | 18 202 805 001 | станица, административный центр | ↘3677           |

## Местное самоуправление
В соответствии с Законом Волгоградской области от 18 ноября 2005 г. N 1120-ОД «Об установлении наименований органов местного самоуправления в Волгоградской области», в Алексеевском сельском поселении установлена следующая система и наименования органов местного самоуправления:
- Дума Алексеевского сельского поселения (11 октября 2009 года избран второй созыв)
численность (первого созыва) — 10 депутатов[14]
избирательная система — мажоритарная, один многомандатный избирательный округ.
- Глава Алексеевского сельского поселения — Парамонов Сергей Александрович (избран 11 октября 2009 года)[15]
- Администрация Алексеевского сельского поселения